# Freddy Loix
Freddy Loix (10. říjen 1970 Tongeren, Belgie) je rallyeový jezdec. Má přezdívku Fast Freddy.

## Kariéra
Od 15 let jezdil na motokárách. V počátcích kariéry jezdil s vozem Opel Astra GSI. Jeho prvním startem v Mistrovství světa byla Rallye San Remo 1993, kde skončil devátý. Startoval pravidelně v kategorii Formule 2 (šampionát W2L - Mistrovství světa vozů s pohonem jedné nápravy a motorem do objemu 2 litrů) a získal zde řadu úspěchů. V roce 1995 ho začala podporovat společnost Marlboro. V sezoně Mistrovství světa v rallye 1996 si pronajal vůz Toyota Celica GT-Four ST-205 a startoval na vybraných soutěžích. V Portugalsku byl druhý, na Acropolis rallye 1996 sedmý a na Rallye San Remo 1996 a Katalánské rallye čtvrtý. V sezoně Mistrovství světa v rallye 1997 byla jeho nejúspěšnějším startem Portugalská rallye 1997, kde skončil s Celicou opět druhý. Na Katalánské rallye poprvé startoval s vozem WRC (Toyota Corolla WRC) a skončil pátý. Tým Toyota Motorsport ale neměl pro Loixe volné místo pro angažmá.
V sezoně Mistrovství světa v rallye 1999 se Loix stal druhým jezdcem týmu Mitsubishi Ralliart, a přivedl k němu i svého sponzora Marlboro. Při Safari rallye 1999 ale havaroval a zranil se. Nemohl tak startovat ani v Portugalsku. Ani výsledky v sezoně Mistrovství světa v rallye 2000 nebyly příliš dobré, smlouva mu však končila až o rok později. V roce 2002 se stal továrním jezdcem týmu Hyundai World Rally Team. S vozem Hyundai Accent WRC dosahoval mnohem lepších výsledků než jeho týmový kolega Armin Schwarz. Po sezoně Mistrovství světa v rallye 2003 ale tým soutěže opustil kvůli finančním potížím. Loix se ale stal třetím jezdcem týmu Peugeot Sport. Poté, co měl Richard Burns zdravotní potíže se navíc dostal na pozici týmové dvojky pro Velšskou rallye a vybojoval šesté místo. Pro sezonu Mistrovství světa v rallye 2004 ho tým nominoval pouze na 5 soutěží.
Na mezinárodní scéně se pak objevoval sporadicky, až teprve při Intercontinental Rally Challenge 2007 startoval často s vozem Fiat Grande Punto Abarth S2000 a Volkswagen Polo S2000. Od sezony Intercontinental Rally Challenge 2008 startoval pravidelně celé dva roky s vozem Peugeot 207 S2000 a třikrát zvítězil. V sezoně Intercontinental Rally Challenge 2009 se mu dařilo méně a proto pro sezonu Intercontinental Rally Challenge 2010 startoval s vozem Škoda Fabia S2000 v týmu Škoda Belgium a vybojoval 3 vítězství v řadě. Pro sezonu Intercontinental Rally Challenge 2011 jej tým Škoda Motorsport nominoval jako druhého jezdce.